# Buccellato di Lucca
Pour les articles homonymes, voir Buccellato (homonymie) et Lucca.
Le buccellato di Lucca est une pâtisserie typique de Lucques en Toscane, qui peut être dégusté à tout moment de l'année, et en particulier lors des célébrations de la fête de la Croix.

## Histoire
Le Buccellato di Lucca tire son nom du latin buccella (bouchée) : dans l'Empire romain, le buccellatum était un pain rond formé par une couronne de petits pains ou buccellae. Le buccellato di Lucca moderne avait à l'origine une forme de beignet et était apporté par les habitants de Lucques à leurs tables comme dessert du dimanche, en l'insérant à la hauteur de l'avant-bras, après avoir assisté à la messe. Aujourd'hui, on le trouve également sous une forme droite, plus pratique à transporter à l'intérieur d'un sac.
Un adage de Lucques dit : « Chi viene a Lucca e non mangia il buccellato è come non ci fosse mai stato » (Celui qui vient à Lucques et ne mange pas de buccellato, c'est comme s'il n'était jamais venu), soulignant le lien historique de ce dessert avec les traditions de la ville.
Il existe aussi un buccellato sicilien, avec différents ingrédients, associé aux fêtes de Noël.

## Description

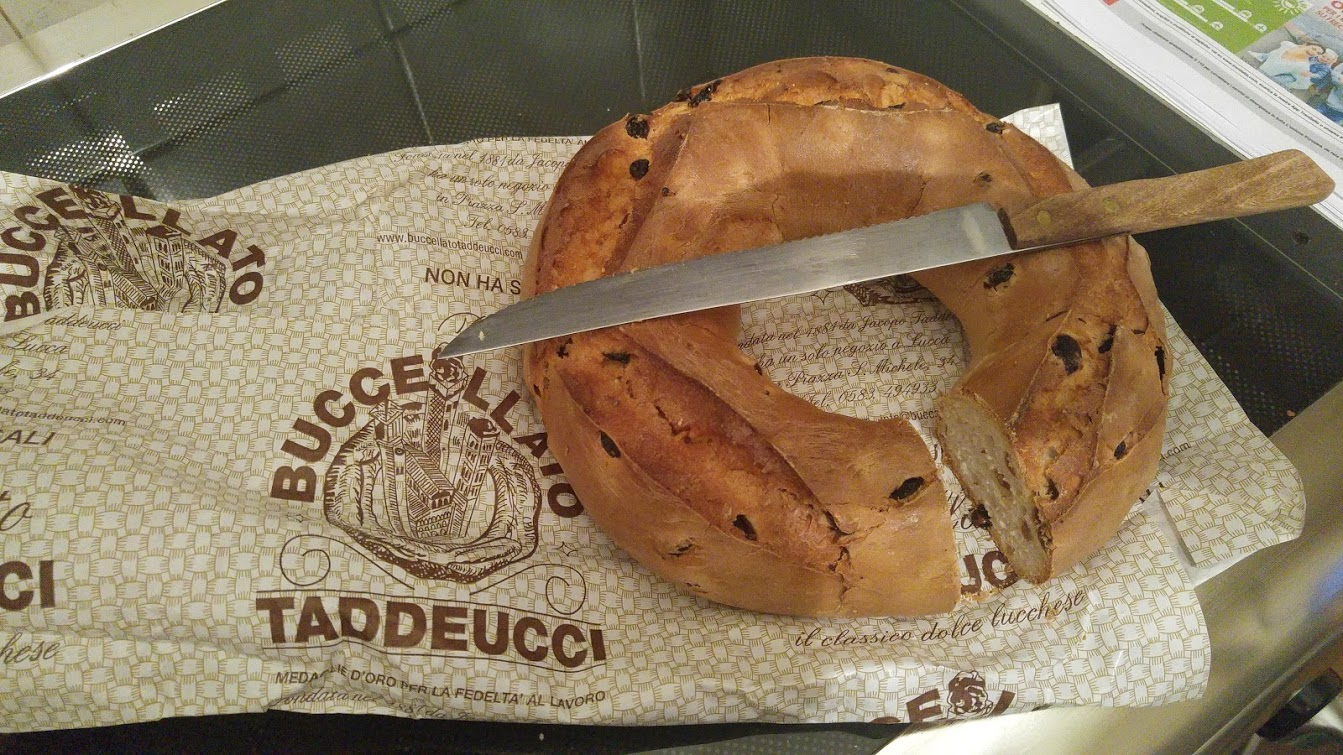
Buccellato di Lucca.

Le buccellato di Lucca est un dessert simple, né de l'ennoblissement du pain. Extérieurement, il apparaît d'une couleur brun foncé et brillant du fait d'une couche de sucre et d'œuf. Sur la face supérieure, le buccellato a une légère coupe qui facilite sa levée. À l'intérieur, il a une pâte douce et riche en raisins secs et en anis.
Il existe différentes manières de consommer le buccellato di Lucca. Avant tout, c'est un dessert frais et qui peut donc être dégusté en tranches avec un bon verre de vin, meilleur s'il est liquoreux. Les autres combinaisons typiques sont les suivantes : avec de la crème fraîche et des fraises, de la crème et du café ou de la ricotta et du rhum.

## Préparation
Le buccellato di Lucca n'a pas de recette officielle comme c'est souvent le cas pour les desserts appartenant à une tradition locale ; chaque boulangerie-pâtisserie croit détenir le secret d'un résultat parfait.
La base de la préparation de buccellato est la suivante : mélanger 500 g de farine, 150 g de sucre, 50 g de beurre, 20 g de levure de bière, une pincée de sel et un œuf, en ramollissant le tout avec un verre de lait et un peu d'eau tiède en faisant un puits ; former une boule de pâte molle en ajoutant progressivement 50 g de raisins secs (éventuellement gonflés dans de la liqueur) et les graines d'anis. Laisser lever la pâte environ une heure.
Après levée, réaliser des boudins (ou beignets) en pâte en faisant une légère entaille au couteau sur la partie supérieure de la pâte, afin de favoriser la levée. Laisser à nouveau lever pendant une heure.
Enfin, badigeonner la surface supérieure de la pâte avec un mélange de sucre et d'œuf et faire cuire à four chaud pendant environ une heure.